# Mattéo Baud
Mattéo Baud (ur. 26 czerwca 2002 w Pontarlier)  – francuski dwuboista klasyczny, medalista mistrzostw świata juniorów w narciarstwie klasycznym, medalista mistrzostw Francji w skokach narciarskich.

## Kariera
W Pucharze Świata zadebiutował 27 listopada 2020 roku podczas zawodów w Ruce. Swoje pierwsze punkty zdobył 24 stycznia 2021 roku podczas zawodów w Lahti.  W 2021 roku indywidualnie zdobył srebrny medal na mistrzostwach świata juniorów w narciarstwie klasycznym. W 2021 roku zdobył złoty medal w konkursie indywidualnym mistrzostw Francji w skokach narciarskich. W sezonie 2020/2021 w Pucharze Świata zdobył 27 punktów i zajął w nim 40. miejsce. Na podium zawodów tego cyklu pierwszy raz stanął 27 listopada 2022 roku w Ruce, kończąc rywalizację w zawodach ze startu masowego na drugiej pozycji.

## Osiągnięcia

### Igrzyska olimpijskie
| Miejsce | Dzień     | Rok  | Miejscowość | Konkurencja           | Wynik zwycięzcy | Strata  | Zwycięzca      |
| ------- | --------- | ---- | ----------- | --------------------- | --------------- | ------- | -------------- |
| 18.     | 9 lutego  | 2022 | Zhangjiakou | Gundersen HS106/10 km | 25:07,7         | +2:01,3 | Vinzenz Geiger |
| 21.     | 15 lutego | 2022 | Zhangjiakou | Gundersen HS140/10 km | 27:13,3         | +2:05,1 | Jørgen Graabak |
| 5.      | 17 lutego | 2022 | Zhangjiakou | Sztafeta HS140/4x5 km | 50:45,1         | +2:15,0 | Norwegia       |

### Mistrzostwa świata
| Miejsce | Dzień     | Rok  | Miejscowość | Konkurencja                     | Wynik zwycięzcy | Strata  | Zwycięzca          |
| ------- | --------- | ---- | ----------- | ------------------------------- | --------------- | ------- | ------------------ |
| 24.     | 26 lutego | 2021 | Oberstdorf  | Gundersen HS106/10 km           | 23:01,2         | +1:59,5 | Jarl Magnus Riiber |
| 6.      | 28 lutego | 2021 | Oberstdorf  | Sztafeta HS106/4x5 km           | 43:57,7         | +2:54,4 | Norwegia           |
| 16.     | 4 marca   | 2021 | Oberstdorf  | Gundersen HS137/10 km           | 23:11,1         | +3:12,6 | Johannes Lamparter |
| 6.      | 6 marca   | 2021 | Oberstdorf  | Sprint drużynowy HS137/2x7,5 km | 29:29,7         | +2:06,5 | Austria            |
| 30.     | 25 lutego | 2023 | Planica     | Gundersen HS102/10 km           | 24:36,3         | +3:02,3 | Jarl Magnus Riiber |
| 4.      | 1 marca   | 2023 | Planica     | Sztafeta HS138/4x5 km           | 47:20,4         | +33,2   | Norwegia           |
| 7.      | 4 marca   | 2023 | Planica     | Gundersen HS138/10 km           | 23:42,6         | +1:34,4 | Jarl Magnus Riiber |

### Mistrzostwa świata juniorów
| Miejsce | Dzień       | Rok  | Miejscowość    | Konkurencja           | Wynik zwycięzcy | Strata  | Zwycięzca          |
| ------- | ----------- | ---- | -------------- | --------------------- | --------------- | ------- | ------------------ |
| 27.     | 23 stycznia | 2019 | Lahti          | Gundersen HS100/5 km  | 13:43,0         | +1:50,8 | Julian Schmid      |
| 4.      | 25 stycznia | 2019 | Lahti          | Sztafeta HS100/4x5 km | 53:16,4         | +26,0   | Niemcy             |
| 8.      | 4 marca     | 2020 | Oberwiesenthal | Gundersen HS105/10 km | 24:00,1         | +2:42,7 | Jens Lurås Oftebro |
| 2.      | 8 marca     | 2020 | Oberwiesenthal | Sztafeta HS105/4x5 km | 47:23,5         | +35,9   | Austria            |
| 2.      | 11 lutego   | 2021 | Lahti          | Gundersen HS100/10 km | 26:24,3         | +49,4   | Johannes Lamparter |
| 6.      | 2 marca     | 2022 | Zakopane       | Gundersen HS105/10 km | 23:30,9         | +51,0   | Stefan Rettenegger |
| 4.      | 5 marca     | 2022 | Zakopane       | Sztafeta HS105/4x5 km | 54:28,9         | +1:06,2 | Finlandia          |

### Zimowe igrzyska olimpijskie młodzieży
| Miejsce | Dzień     | Rok  | Miejscowość        | Konkurencja         | Wynik zwycięzcy | Strata | Zwycięzca          |
| ------- | --------- | ---- | ------------------ | ------------------- | --------------- | ------ | ------------------ |
| 4.      | 18 lutego | 2020 | Lozanna / Prémanon | Gundersen HS90/6 km | 14:45,8         | +31,5  | Stefan Rettenegger |

### Puchar Świata

#### Miejsca w klasyfikacji generalnej
- sezon 2020/2021: 40.
- sezon 2021/2022: 42.
- sezon 2022/2023: 13.
- sezon 2023/2024: 19.
- sezon 2024/2025: 29.

#### Miejsca na podium chronologicznie
| Nr | Data              | Miejscowość | Konkurencja              | Wynik zwycięzcy | Pozycja | Strata   | Zwycięzca          |
| -- | ----------------- | ----------- | ------------------------ | --------------- | ------- | -------- | ------------------ |
| 1. | 27 listopada 2022 | Ruka        | Start masowy HS142/10 km | 156,3 pkt       | 2.      | -4,7 pkt | Jarl Magnus Riiber |

### Puchar Kontynentalny

#### Miejsca w klasyfikacji generalnej
- sezon 2019/2020: 50.
- sezon 2020/2021: 42.
- sezon 2021/2022: nie brał udziału
- sezon 2022/2023: nie brał udziału
- sezon 2023/2024: nie brał udziału
- sezon 2024/2025: 36.

#### Miejsca na podium chronologicznie
| Nr | Data             | Miejscowość | Konkurencja           | Wynik zwycięzcy | Pozycja | Strata | Zwycięzca       |
| -- | ---------------- | ----------- | --------------------- | --------------- | ------- | ------ | --------------- |
| 1. | 11 stycznia 2025 | Klingenthal | Gundersen HS140/10 km | 27:43,3         | 2.      | +20,2  | Espen Bjørnstad |

### Letnie Grand Prix

#### Miejsca w klasyfikacji generalnej
- 2021: 19. (42.)[8]
- 2022: 6. (11.)[9]
- 2023: (17.)[10]
- 2024: 2. (10.)[11]

#### Miejsca na podium chronologicznie
Jak dotąd Baud nie stawał na podium zawodów LGP.